# ساختار ستاره‌ای

Cross-section of the خورشید

ساختار ستاره‌ای (انگلیسی: Stellar structure) مدل‌های ساختاری ساختار درونی یک ستاره را با جزئیات آن توصیف می‌کند. این مدل‌ها پیش‌بینی‌هایی دربارهٔ درخشندگی، رنگ و تکامل آینده ستاره را ارائه می‌دهند. طبقات و سنین مختلف ستارگان ساختارهای داخلی متفاوتی دارند که منعکس کنندهٔ ساختار عنصری و مکانیسم‌های انتقال انرژی آنهاست.

## انتقال حرارت
لایه‌های مختلف در ستارگان گرما را به روش‌های متفاوتی به بیرون منتقل می‌کنند، به‌طور عمده این انتقال از روش همرفت و انتقال تابشی است، اما رسانایی گرمایی در کوتوله‌های سفید دارای اهمیت بیشتری است.
روش انتقال انرژی همرفت (جابجایی) زمانی غالب است که گرادیان دما به اندازهٔ کافی تند باشد به طوری که یک بسته معین از گاز در داخل ستاره در صورت افزایش اندکی از طریق یک فرایند بی‌دررو به افزایش ادامه دهد. در این مورد، بسته در حال افزایش شناوری است و اگر گرمتر از گاز اطراف باشد، به افزایش خود ادامه می‌دهد.
ساختار درونی یک ستاره دنباله اصلی به جرم ستاره بستگی دارد. اگر بسته در حال افزایش خنک‌تر از گاز اطراف باشد، به ارتفاع اولیه خود بازمی‌گردد. در مناطقی با گرادیان دمای پایین و کدورت به اندازهٔ کافی کم که امکان انتقال انرژی از طریق تابش را فراهم می‌کند، تابش حالت غالب انتقال انرژی است.